# Arta oceanică

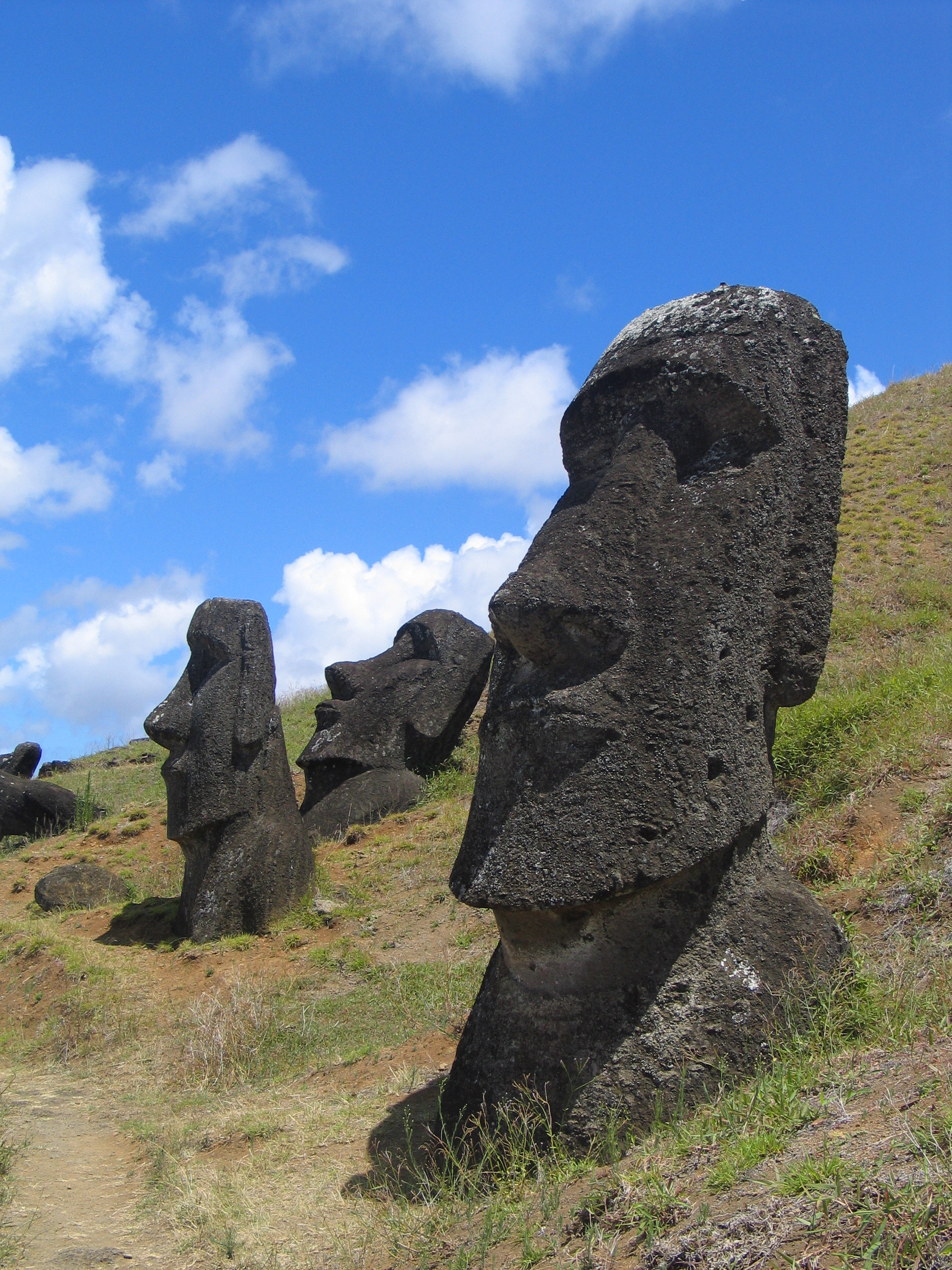
Moai la Rano Raraku din Insula Paștelui, Chile

Arta Oceaniei (cunoscută și ca: arta oceanică sau arta oceaniană) cuprinde lucrările făcute în stilul nativ al insulelor din Oceanul Pacific (inculsiv și Australia, Hawaii plus Insula Paștelui). Zona aceasta este adesea împărțită în patru zone mai mici: Australasia, Melanezia, Micronezia și Polinezia.

## Prezentare
Arta Oceaniei cuprinde în mod corespunzător tradițiile artistice ale indigenilor din Australia, Noua Zeelandă, și din alte teritorii din Oceanul Pacific. Strămoșii oamenilor din aceste insule au venit din Asia de Sud-Est în două grupuri diferite în perioade diferite.
Deși sunt originari din Asia, băștinașii din Australia, cunoscuți și ca aborigeni, au creat un stil aparte de artă. Cele mai vechi opere de artă ale aborigenilor sunt create în piatră. Majoritatea se aseamănă unor radiografii, pentru că arată oasele și organele animalelor reprezentate. O parte din arta aborigenă pare abstractă pentru privitorul modern, deoarece folosește forme geometrice și linii pentru a reprezenta peisajul. Acesta e reprezentat de sus. De exemplu, simbolul aborigen pentru un lac este o spirală dublă.
Nu departe de orașul Katherine din peninsula Arnhem (Australia) a fost descoperită în anul 2010 peștera Nawarla Gabarnmang, cea mai veche peșteră cu picturi murale aborigene din Australia (28.000 ani), respectiv una din cele mai vechi din lume.
Bradshaws reprezintă o formă unică de artă pe piatră ce se întâlnește în vestul Australiei.  În general reprezintă figuri umane desenate în cele mai mici detalii și cu proporțiile anatomice corecte. Ele datează de acum 17.000 de ani, iar originea lor este puternic disputată.
Ca și aborigenii din Australia, popoarele din Polinezia au lăsat în urmă o moștenire artistică aparte. Deși multe din artefactele lor erau create din materiale organice și au fost pierdute pe veci, câteva din realizările lor cele mai spectaculoase au supraviețuit în piatră și argilă. Printre acestea se numără numeroase fragmente de ceramică de pe tot cuprinsul Oceaniei, datând de la sfârșitul mileniului al II-lea î.e.n. De asemenea, aceste popoare au lăsat în urmă multe platforme de piatră și sculpturi dintre cale cele mai cunoscute sunt cele din Insula Paștelui.

## După regiuni

### Micronezia

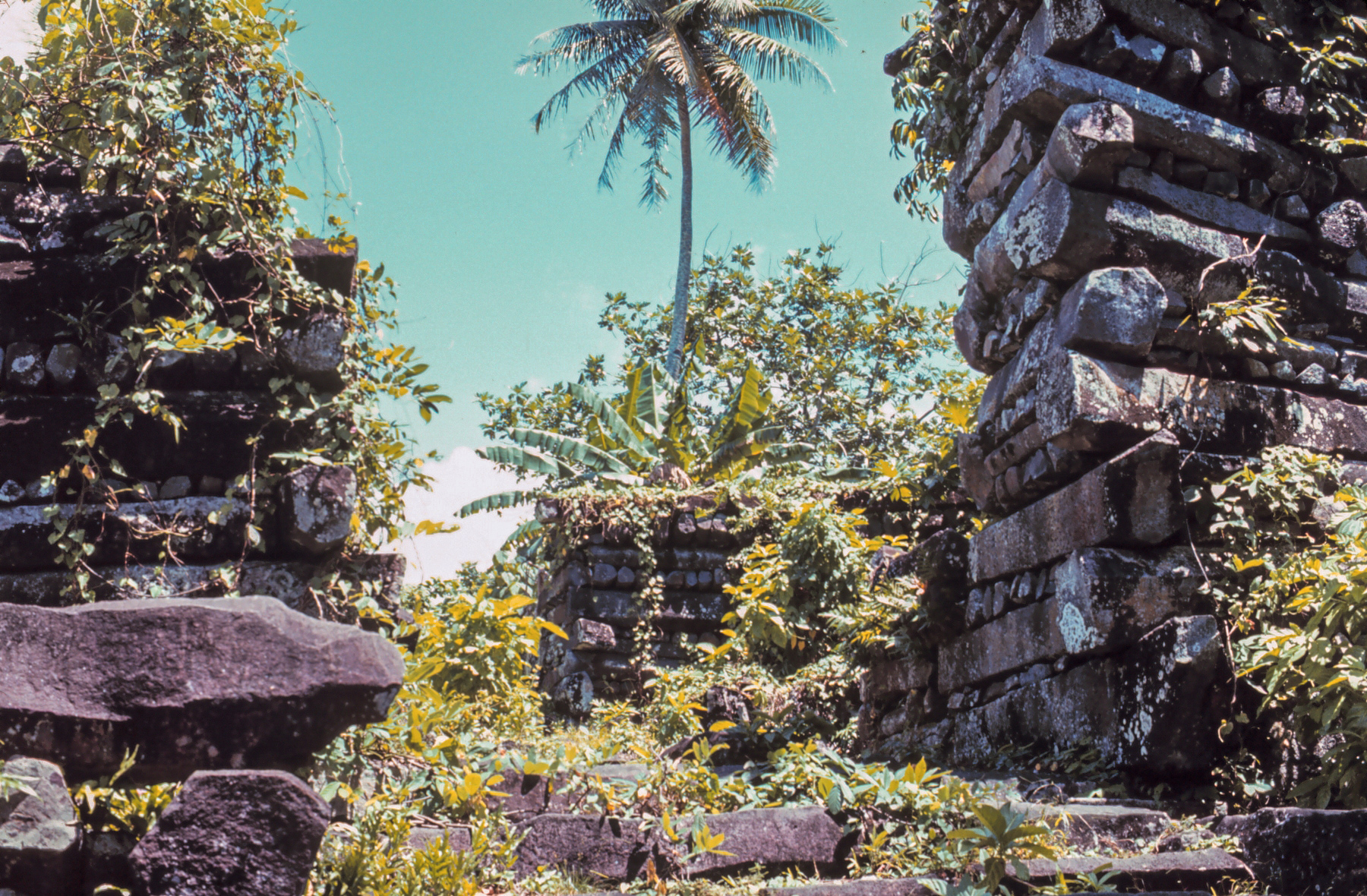
Orașul Nan Madol
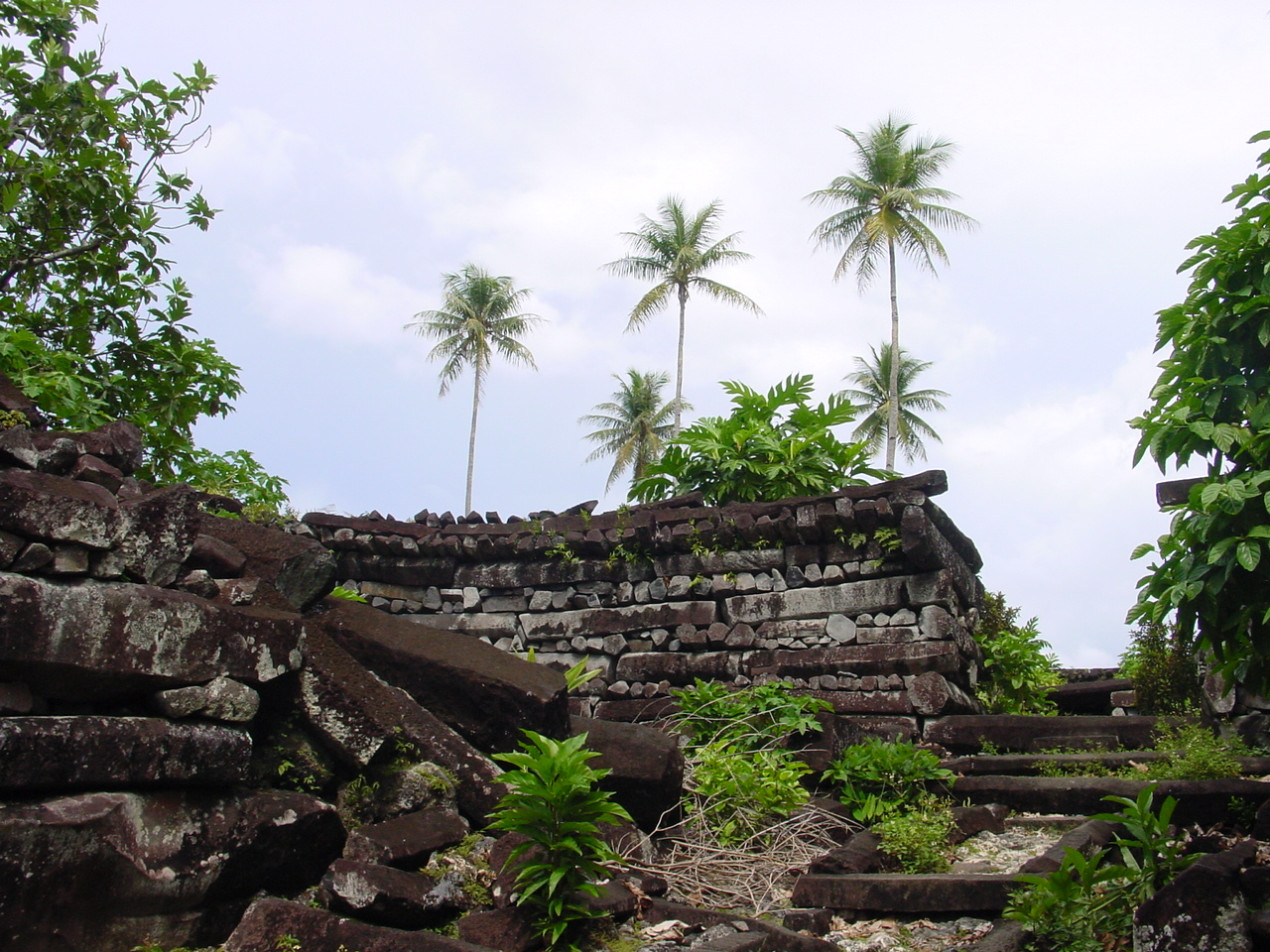
Altă poză suprinsa în Nan Madol
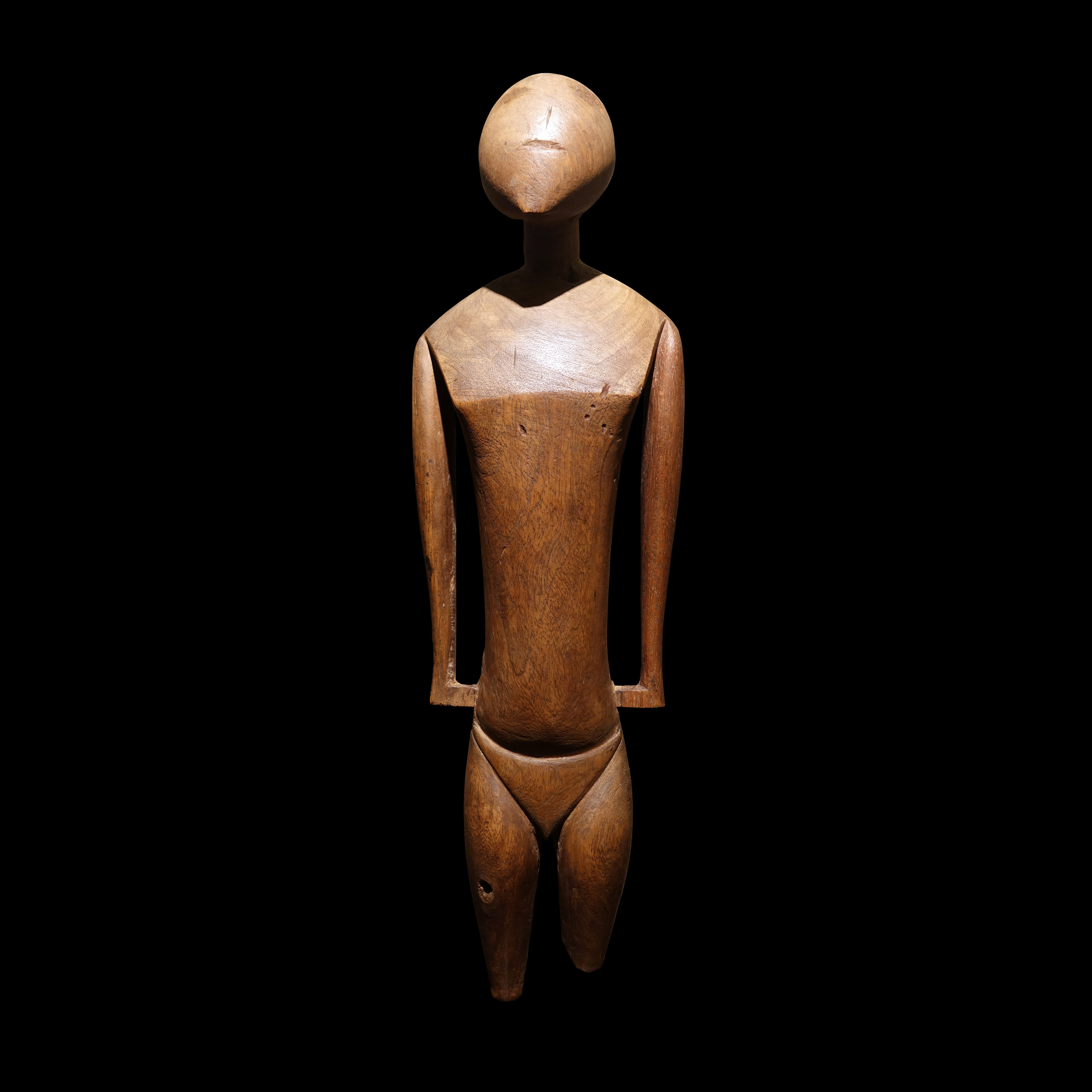
Sculptură microneziană expusă la Musée du quai Branly - Jacques Chirac⁠(fr)[traduceți] din Paris, Franța

Micronezia cuprinde coloniști din Oceania, al doilea val, cuprinzând locuitorii insulelor de la nord de Melanezia și are o tradiție artistică atestată culturii Lapita. Printre cele mai proeminente lucrări ale regiunii se numără orașul megalitic Nan Madol. Orașul a apărut în jurul anului 1200 și se construia chiar și atunci când exploratorii europeni încep să sosească în jurul anului 1600.

### Polinezia

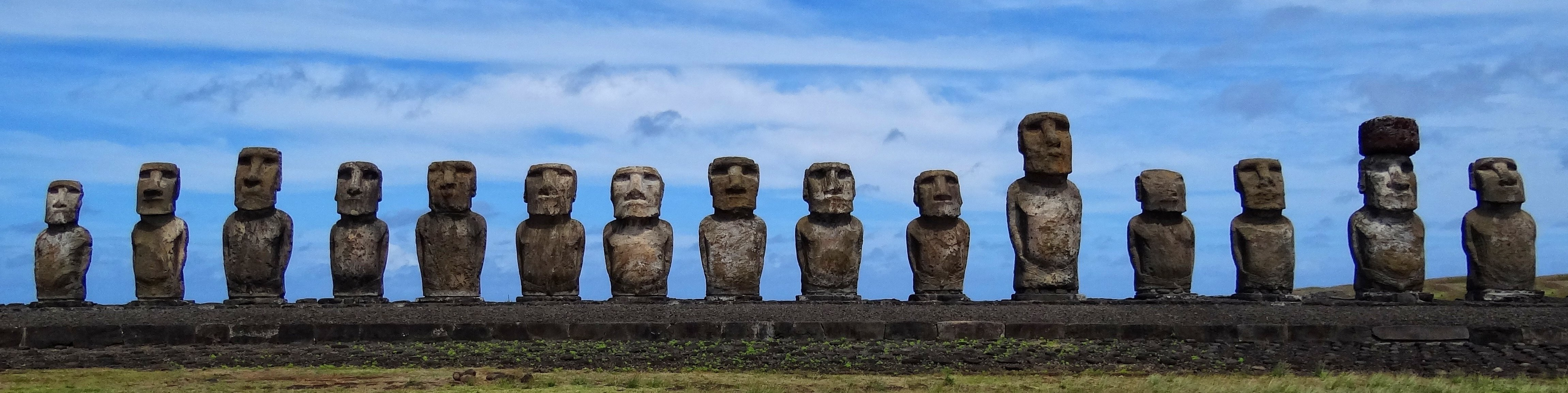
Unele dintre statuile Moai de pe Insula Paștelui, aici fiind cele de pe Ahu Tongariki
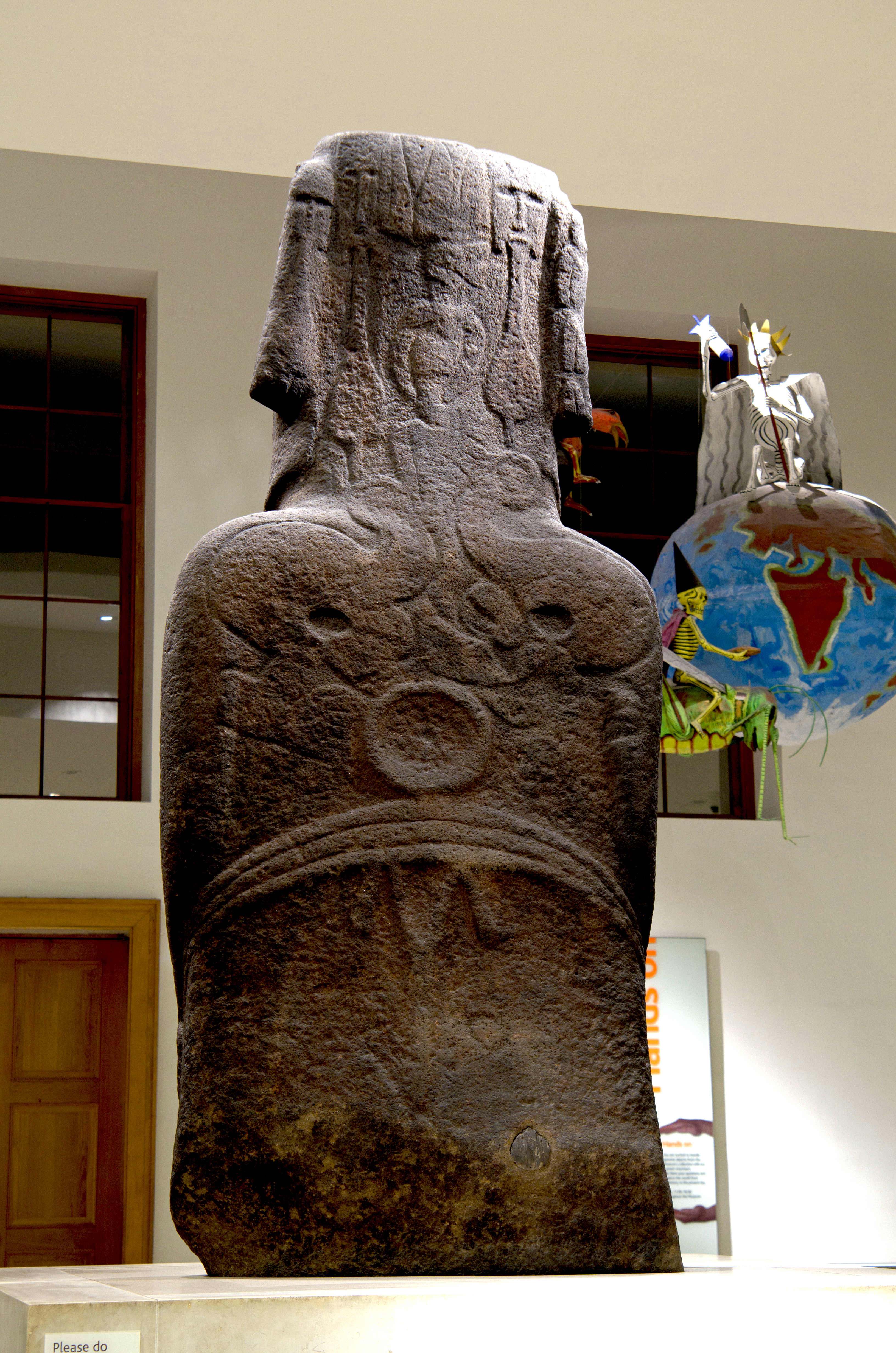
Spatele lui Hoa Hakananai'a, un moai din British Museum
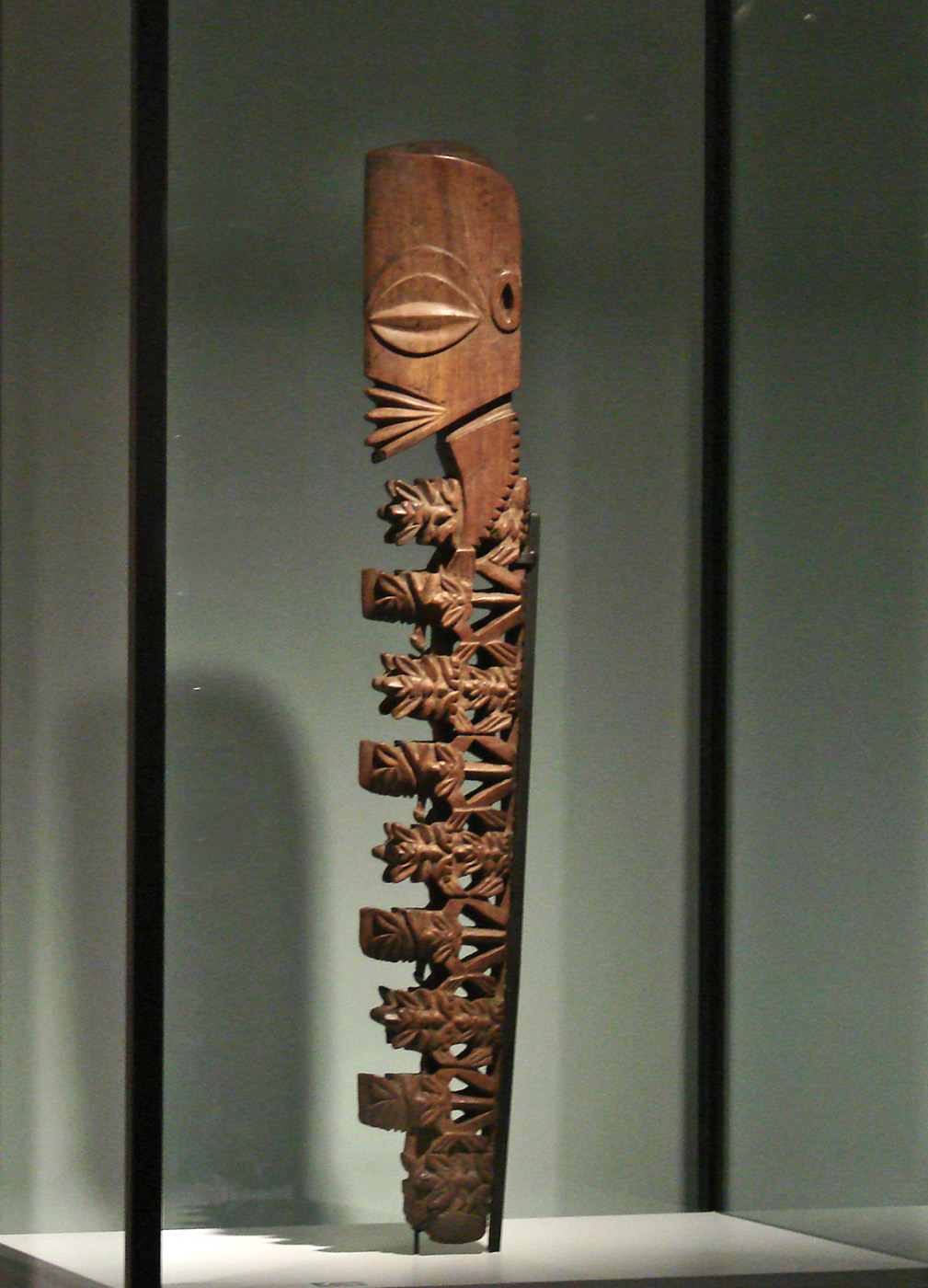
Sculptură polineziană
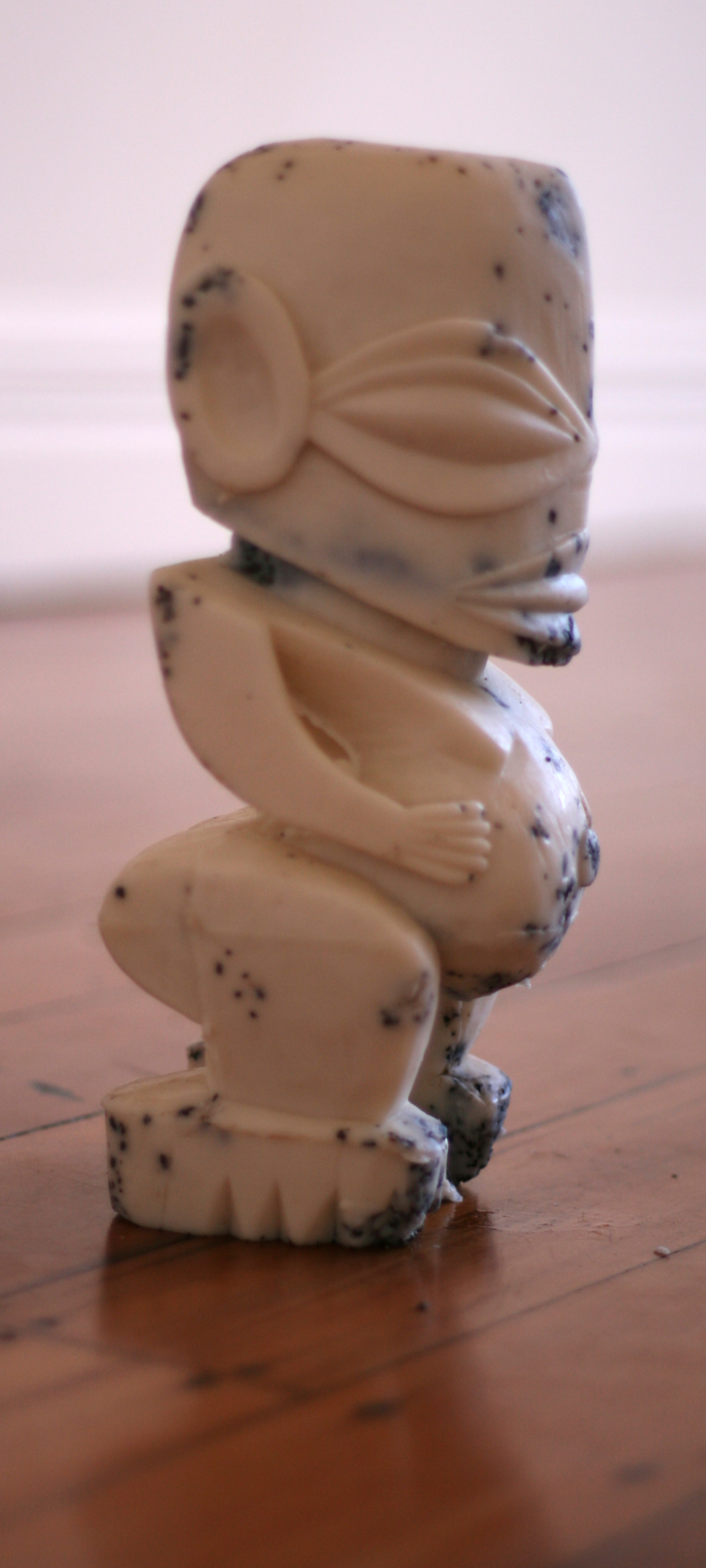
Figurină polineziană
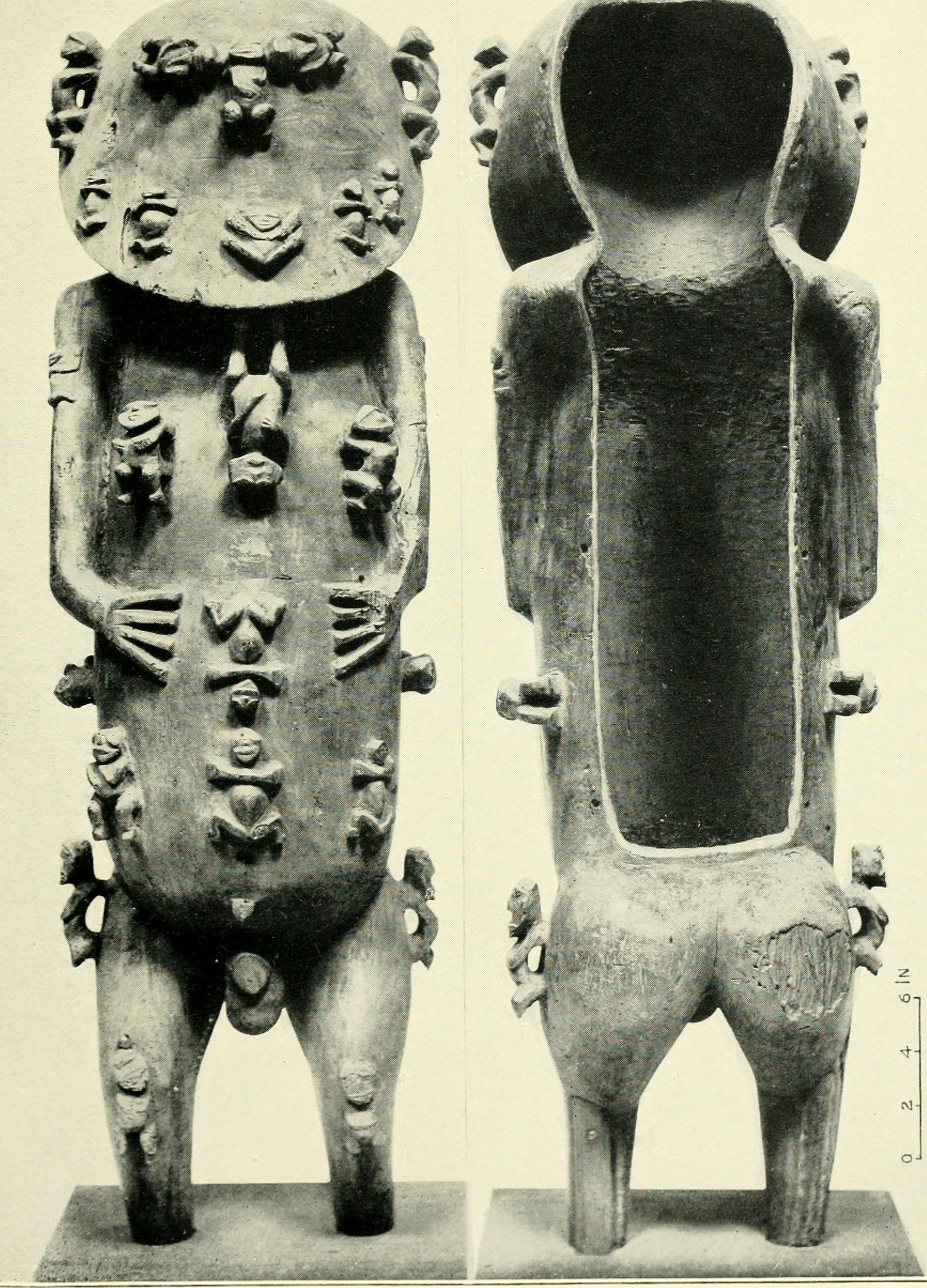
Statuia lui A'a din Rurutu
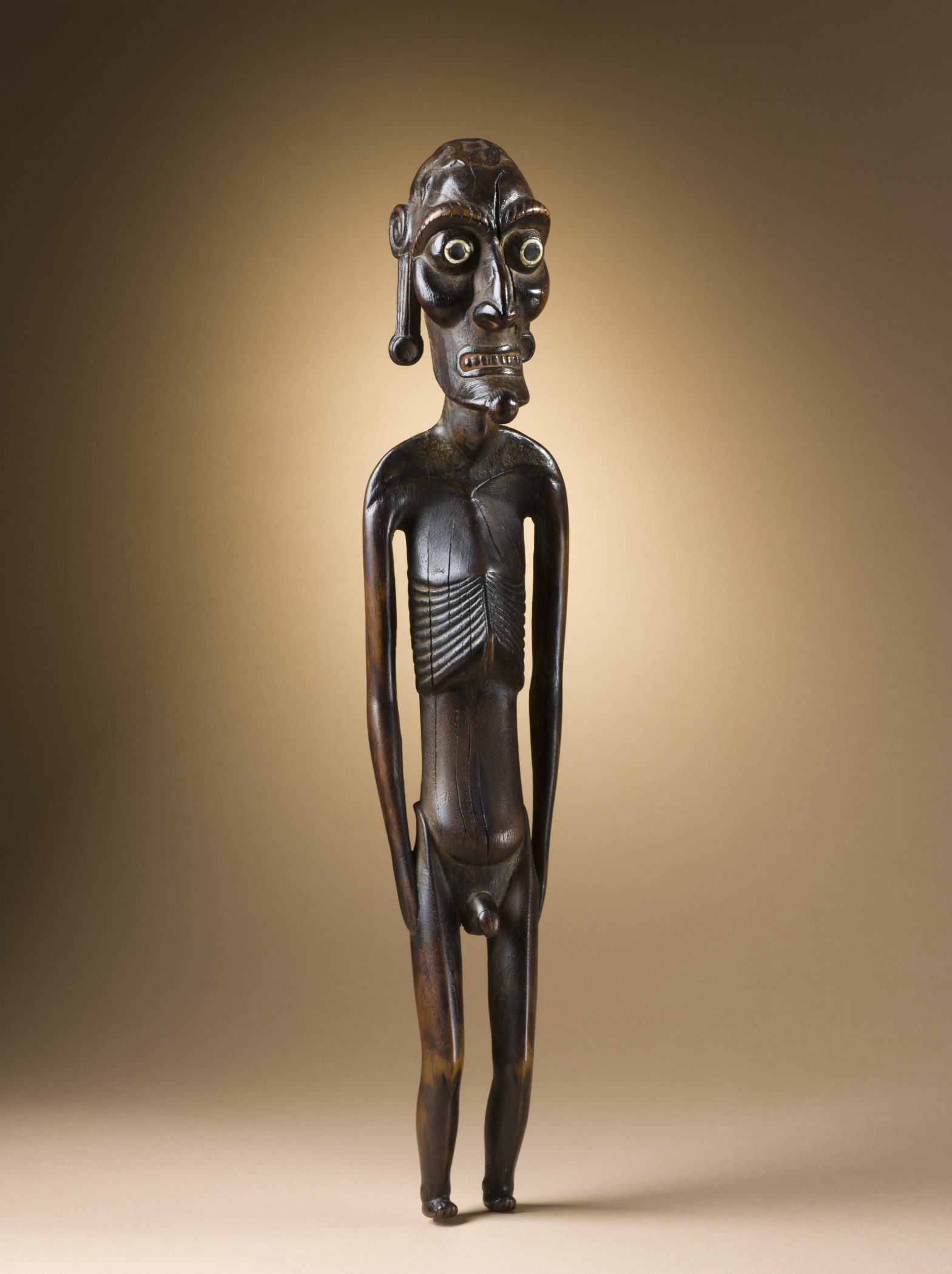
Figurina unui strămoș de pe Insula Paștelui
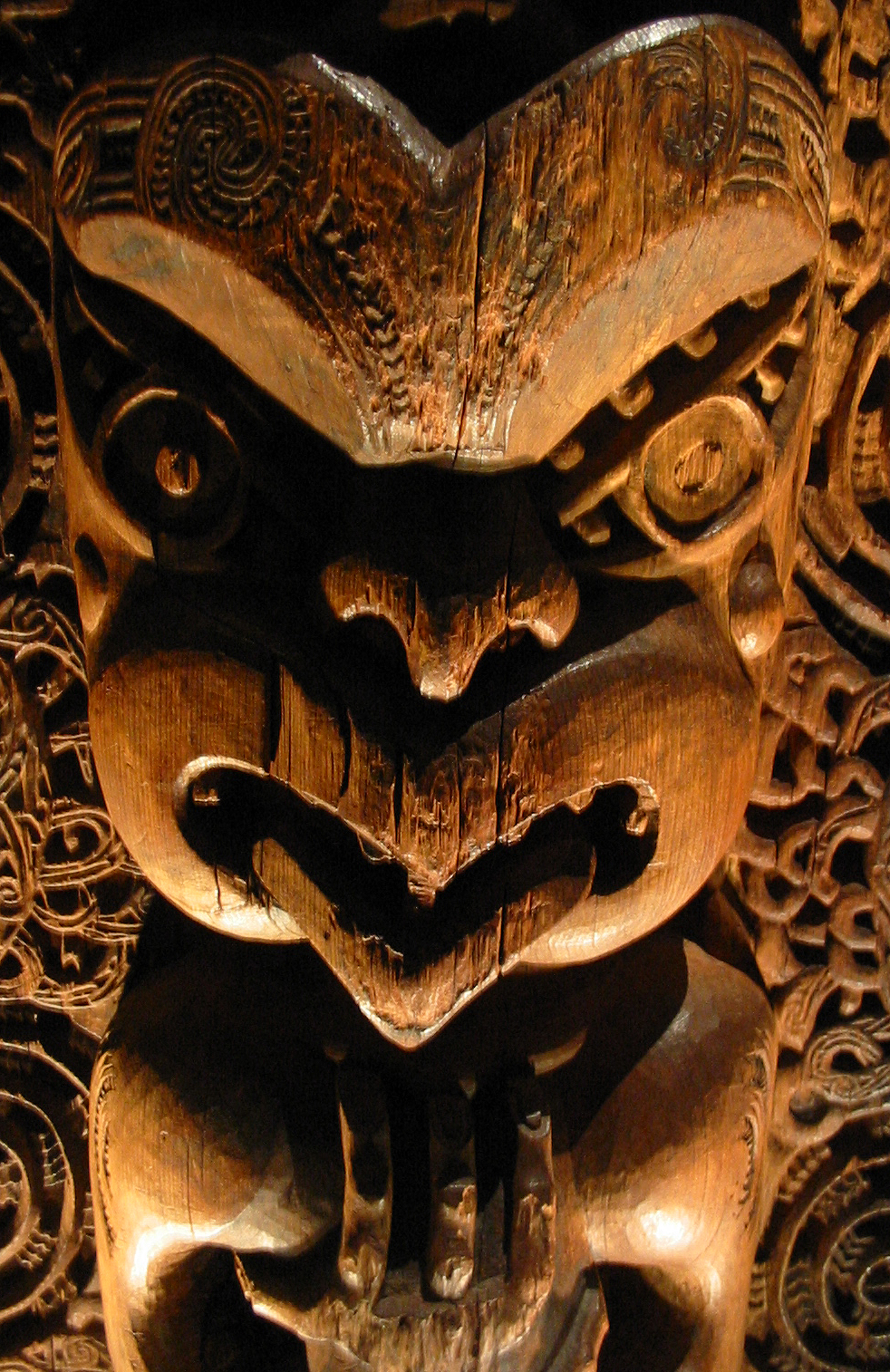
Detaliu de la un tāhūhū māorian din aproximativ 1840
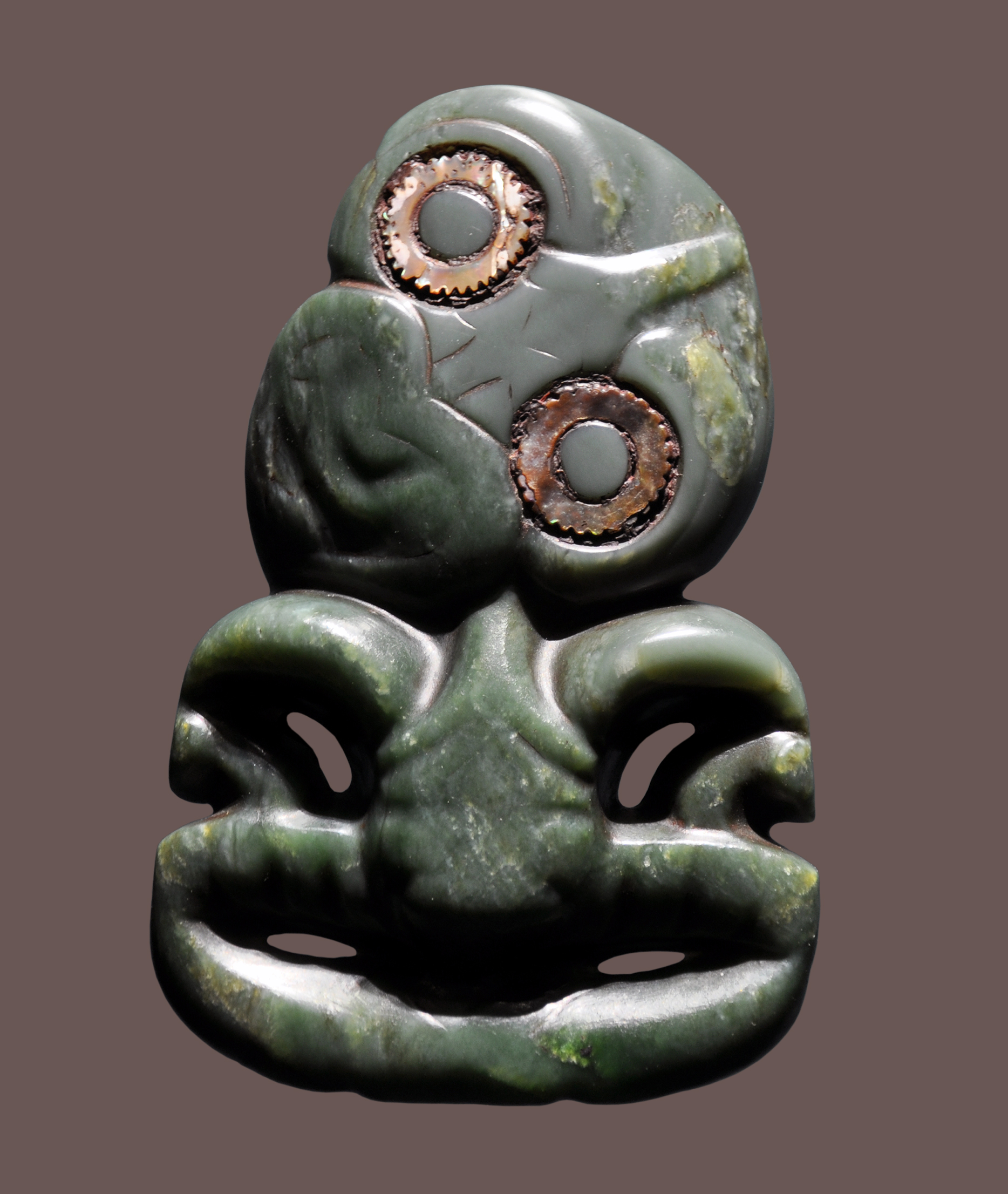
Un hei-tiki confecționat din pounamu (o varietate mai dură de nefrit) și scoici. El datează din aproximativ 1500 - 1800

Polinezia, la fel ca Micronezia, are rădăcini în tradițiile culturii lapita. Cultura lapita includea părți ale Pacificului de vest și a ajuns chiar și în Tonga și Samoa. Totuși, mare parte din Polinezia, inclusiv Insulele Hawaii, Noua Zeelandă, Insula Paștelui și Tahiti, au fost populate relativ recent de popoare indigene. Cele mai cunoscute capodopere de artă ale artei polineziene sunt statuile Moai de pe Insula Paștelui. O caracteristică a artei polineziene este densitatea ridicată de modele, cele mai ornate opere de artă aparținând artei maoriene. Se credea că arta polineziană ar conține puteri spirituale.

### Australia

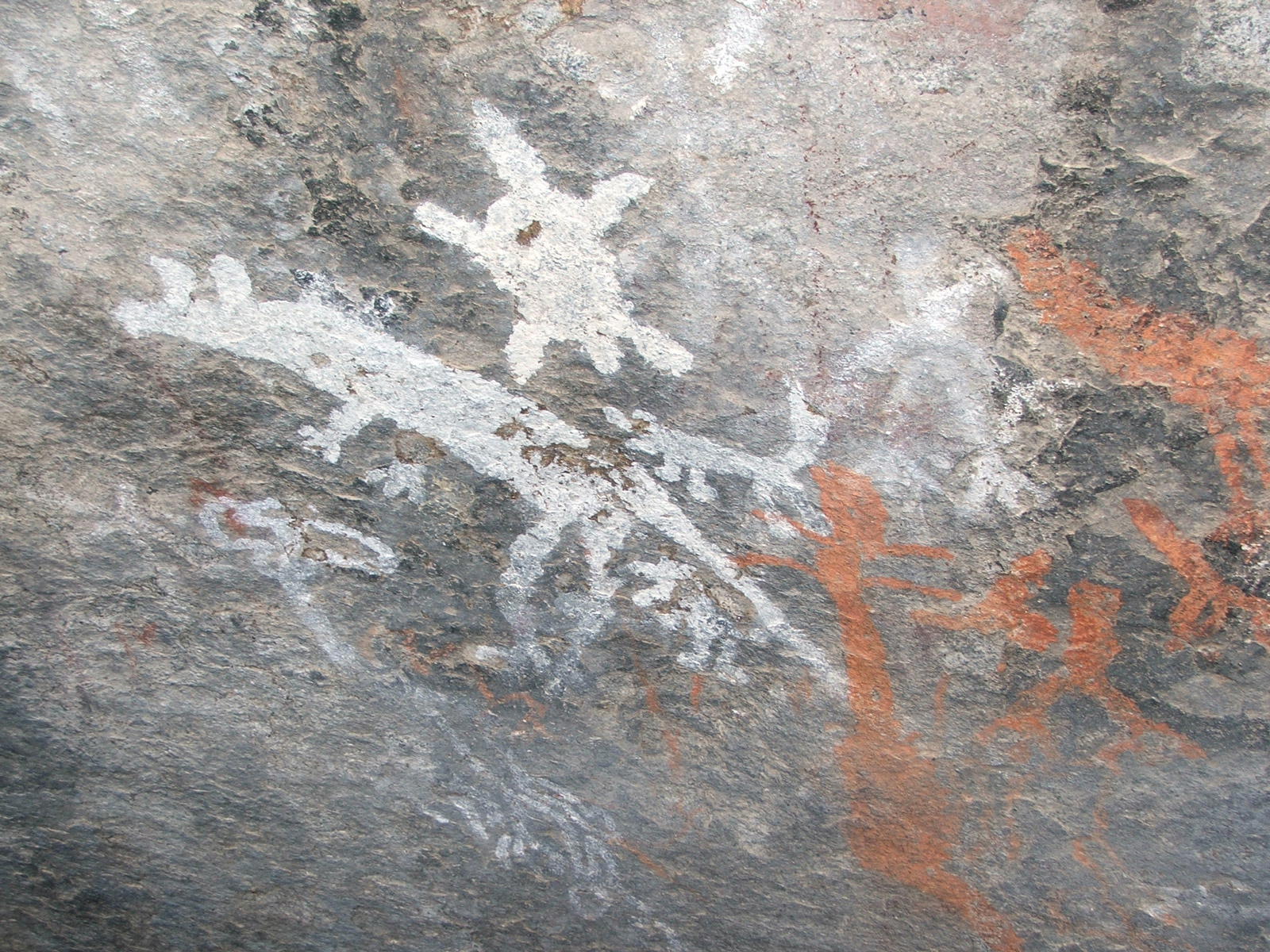
Artă australiană aboriginală din Parcul Național Namadgi
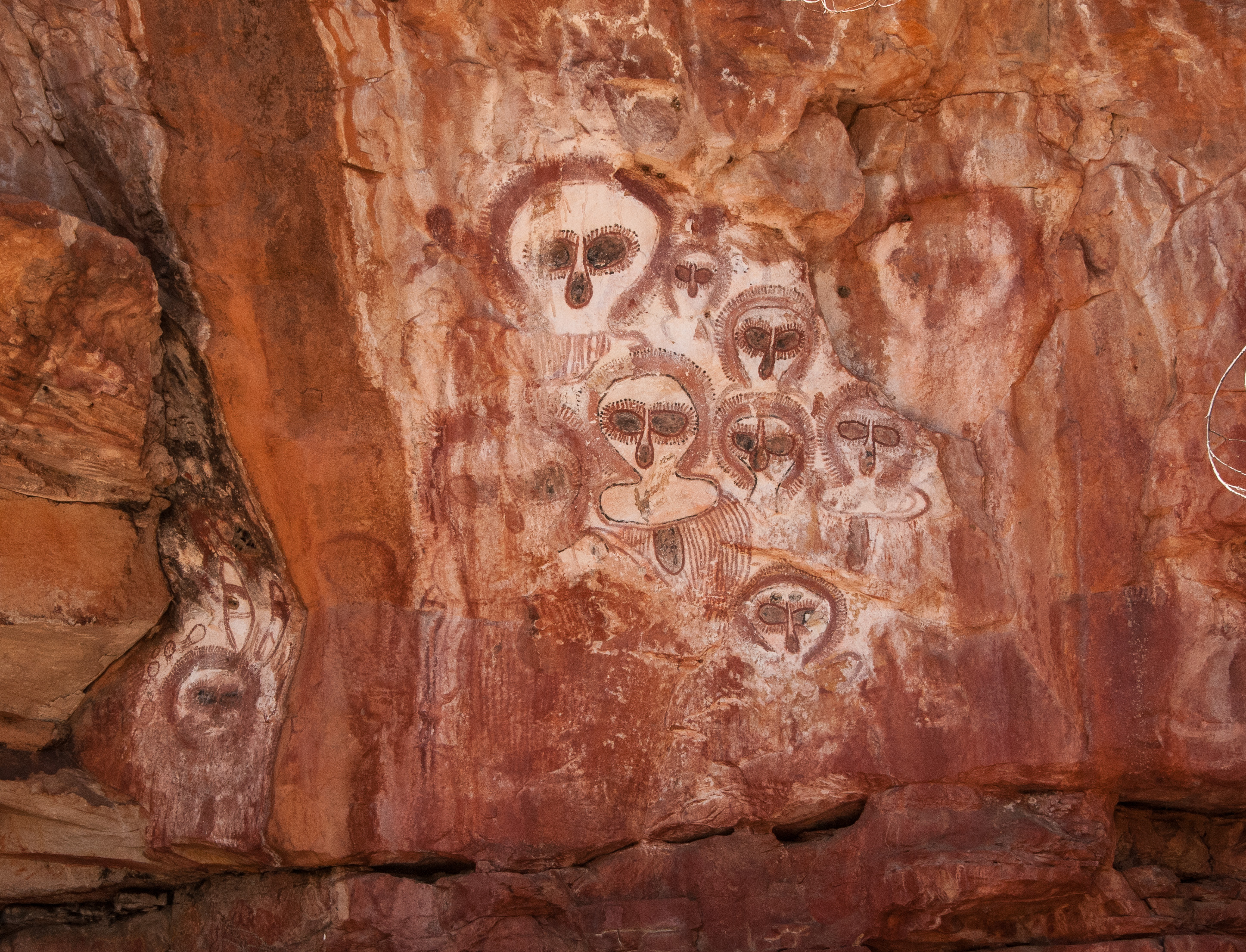
Reprezentări aborigene cunoscute ca wandjina, din nord-vestul Australiei
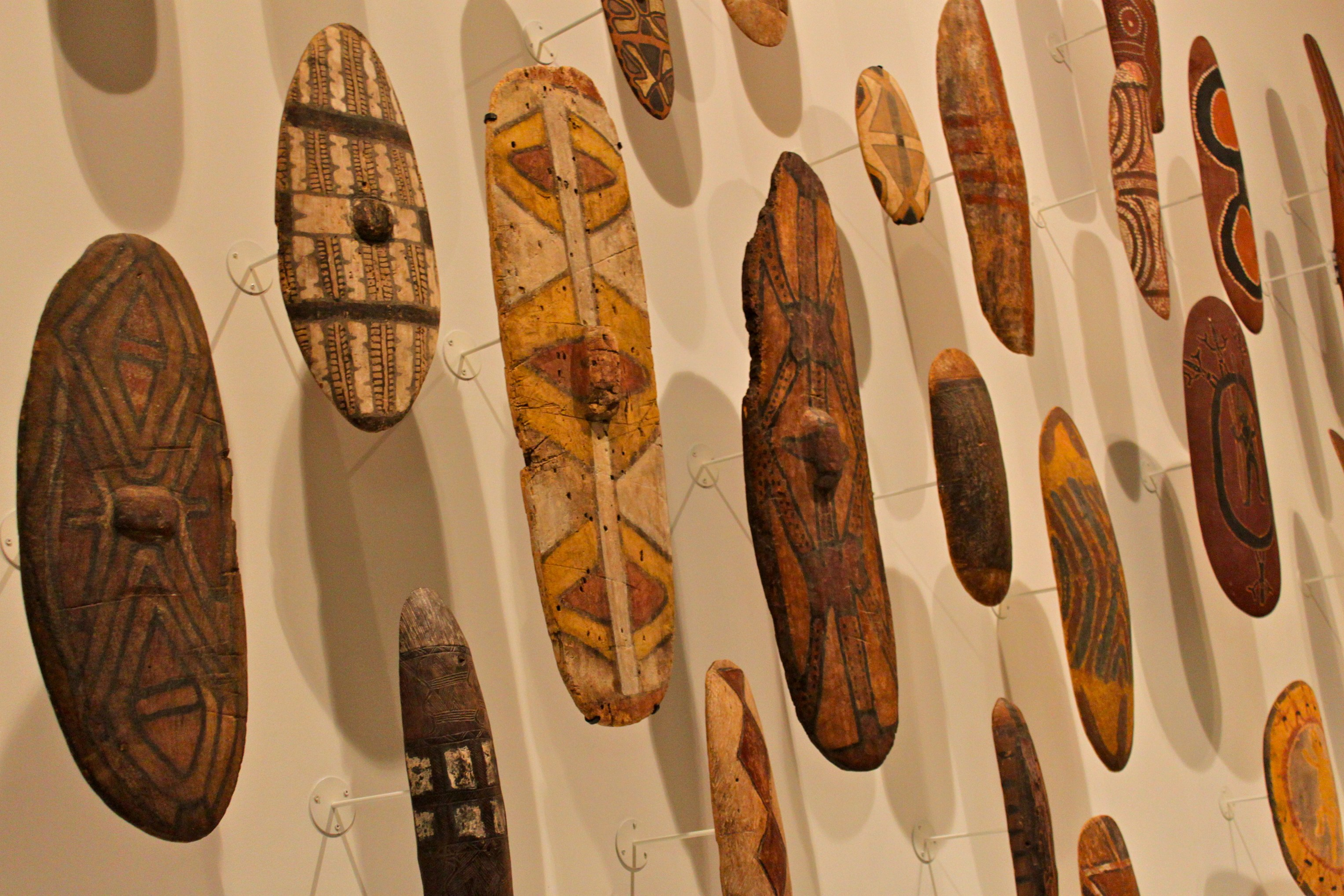
Scuturi australiene
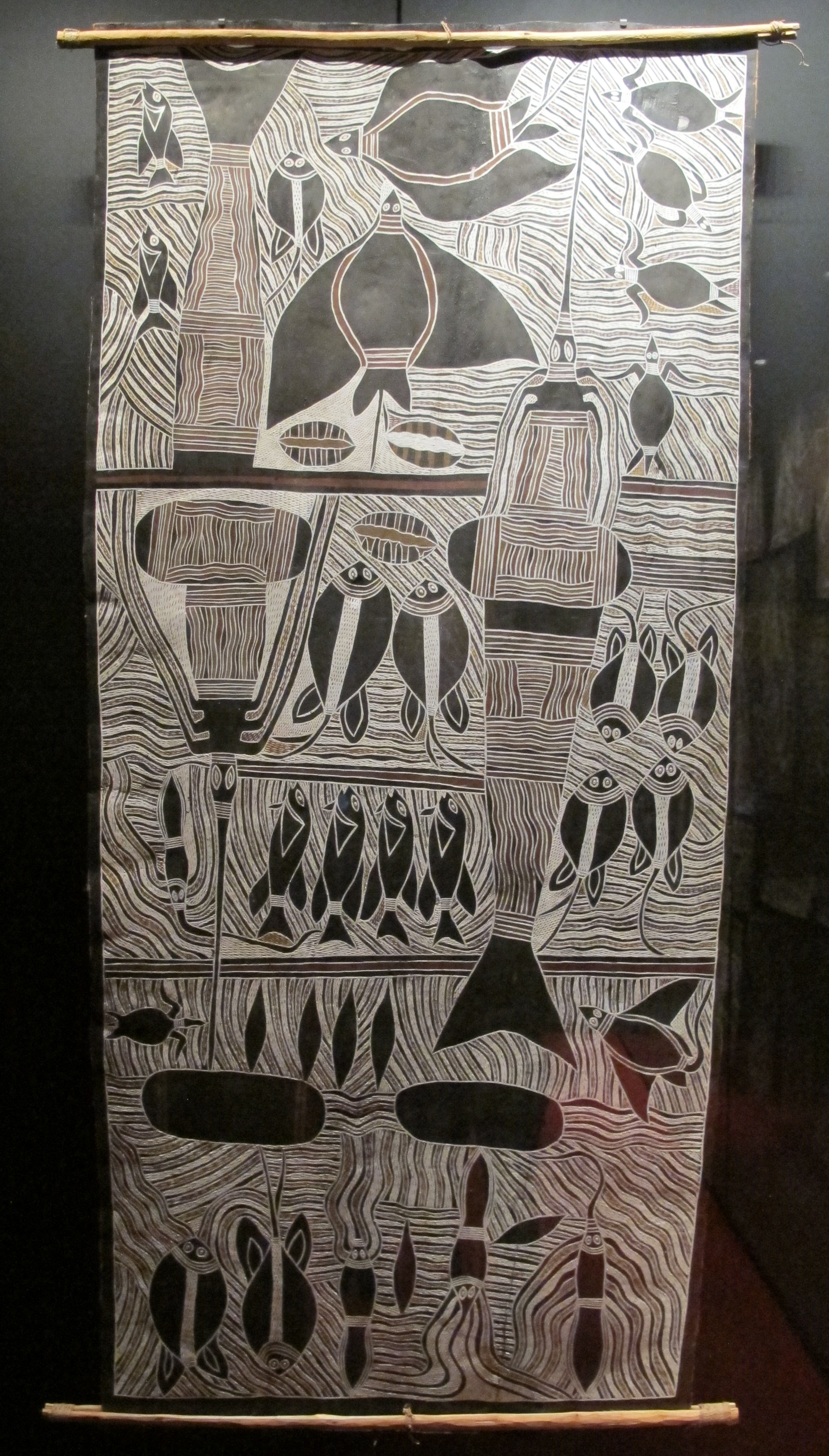
Operă de artă din nordul Australiei
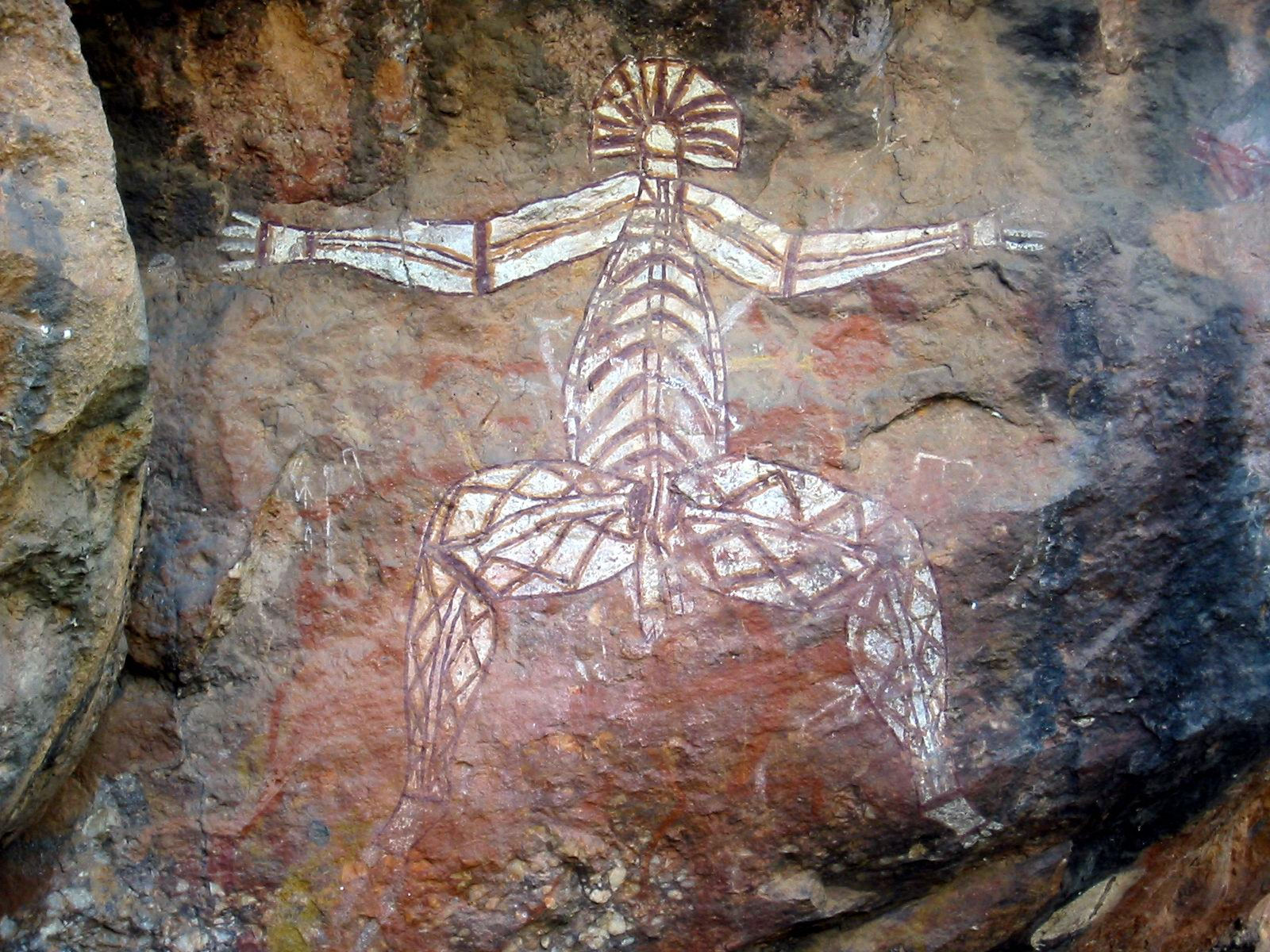
Pictură de pe pereții unei peșteri din Parcul Național Kakadu

Aborigenii australieni sunt cel mai bine cunoscuți pentru arta lor de pe stânci și de pe pereții peșterilor, pe care au continuat să o practice chiar și după contactul cu exploratorii vestici. Totuși, celealte forme de artă reflectă stilul lor de viață de a se muta dintr-o tabără în alta. Foloseau pietre și alte materiale ca să producă vopsea. Adesea folosesc bețe pentru producerea picturilor lor formate din puncte, modă care a început în 1971. Atunci când danseanză, își pictează corpurile cu vopsea albă sub forma unor modele ce conțin forme și linii cu semnificații. Donsurile lor se inspiră de animalele native australiene.

### Melanezia

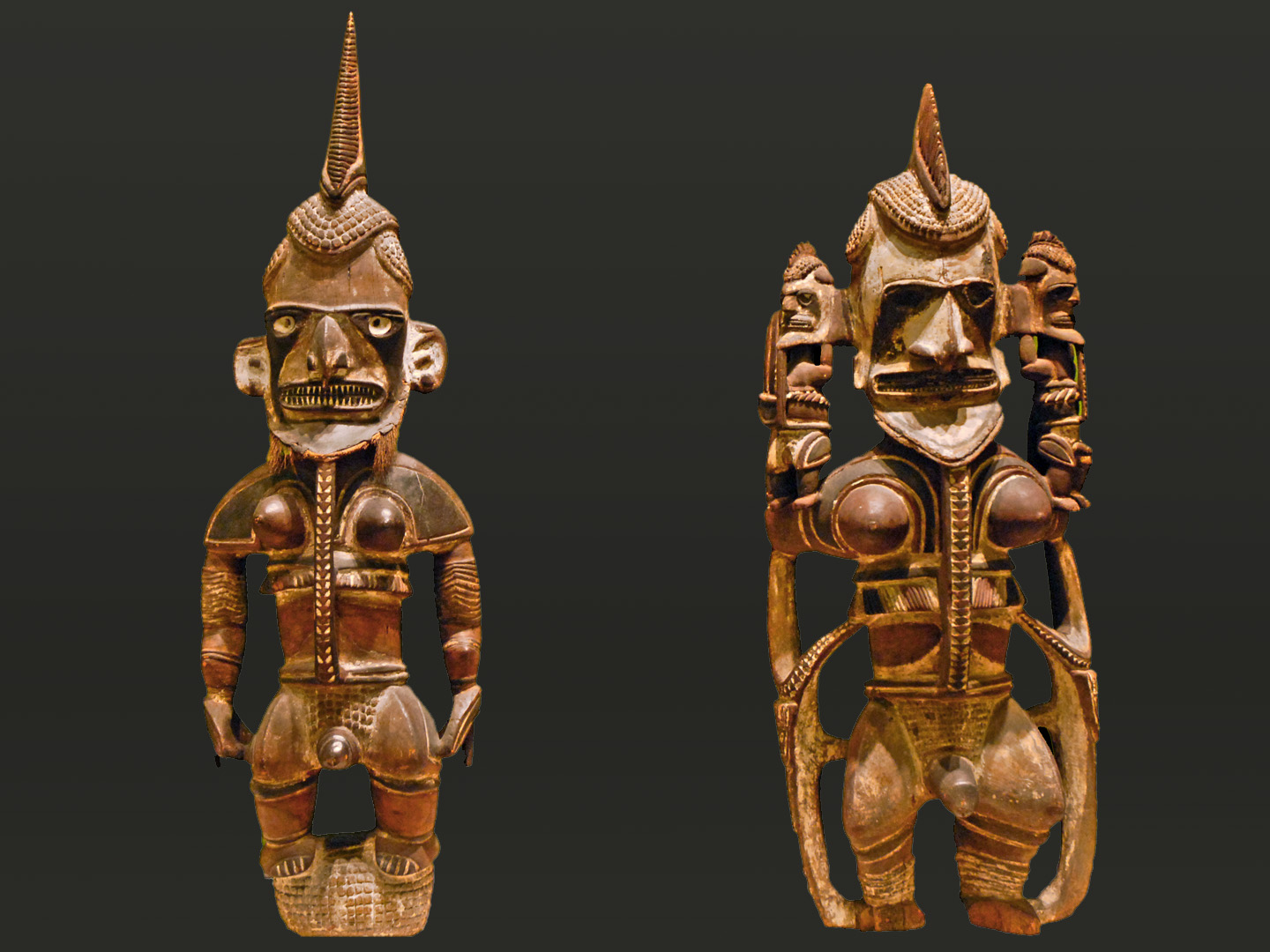
Două sculpturi oceanice uli
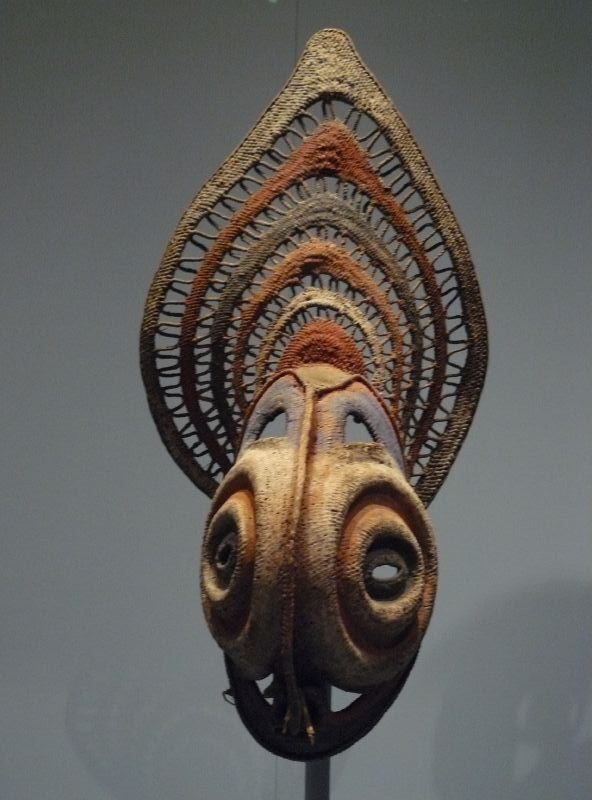
Mască de la mijlocul secolului al XX-lea
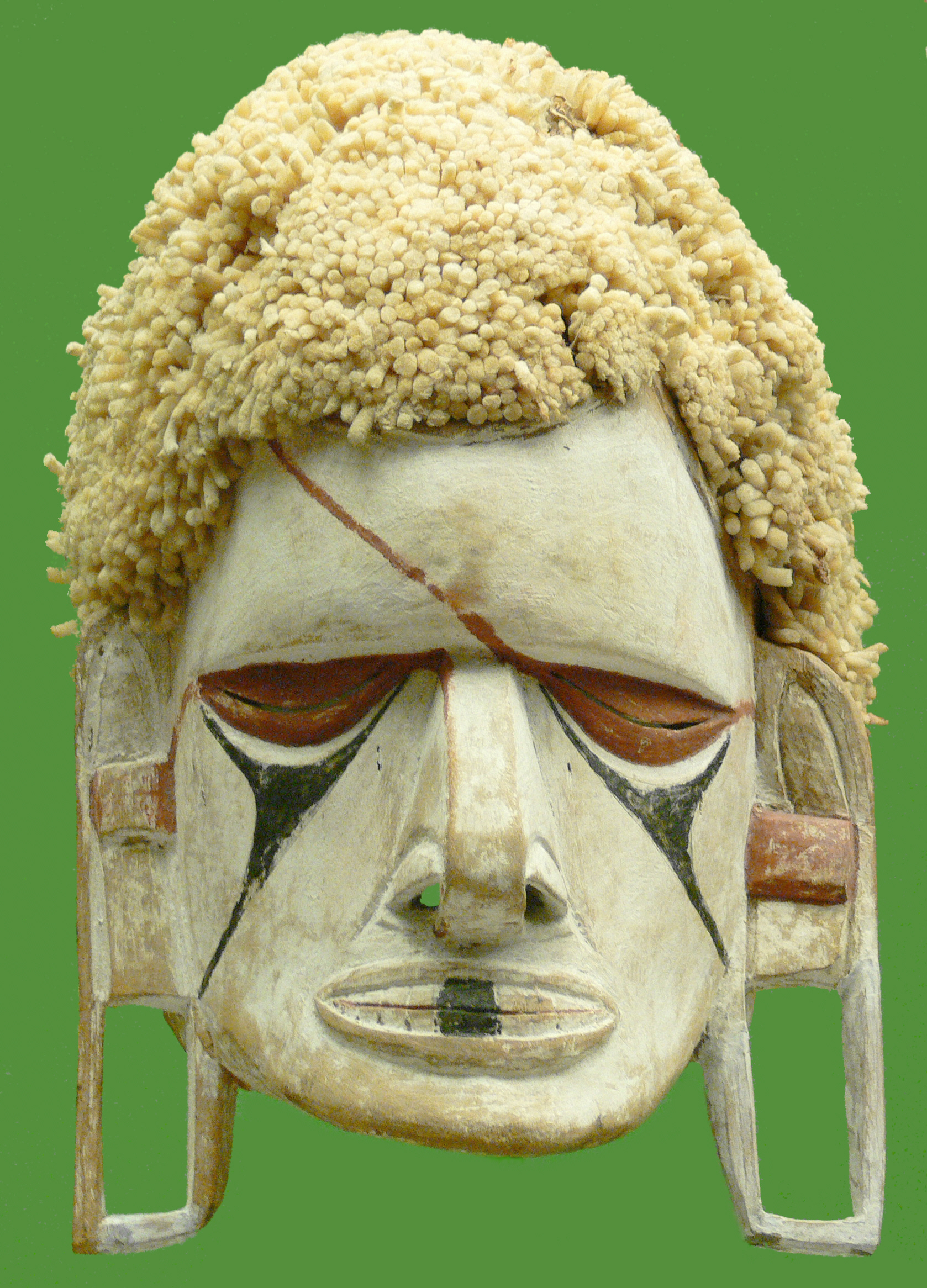
Mască tatanua din nordul Noii Irlande
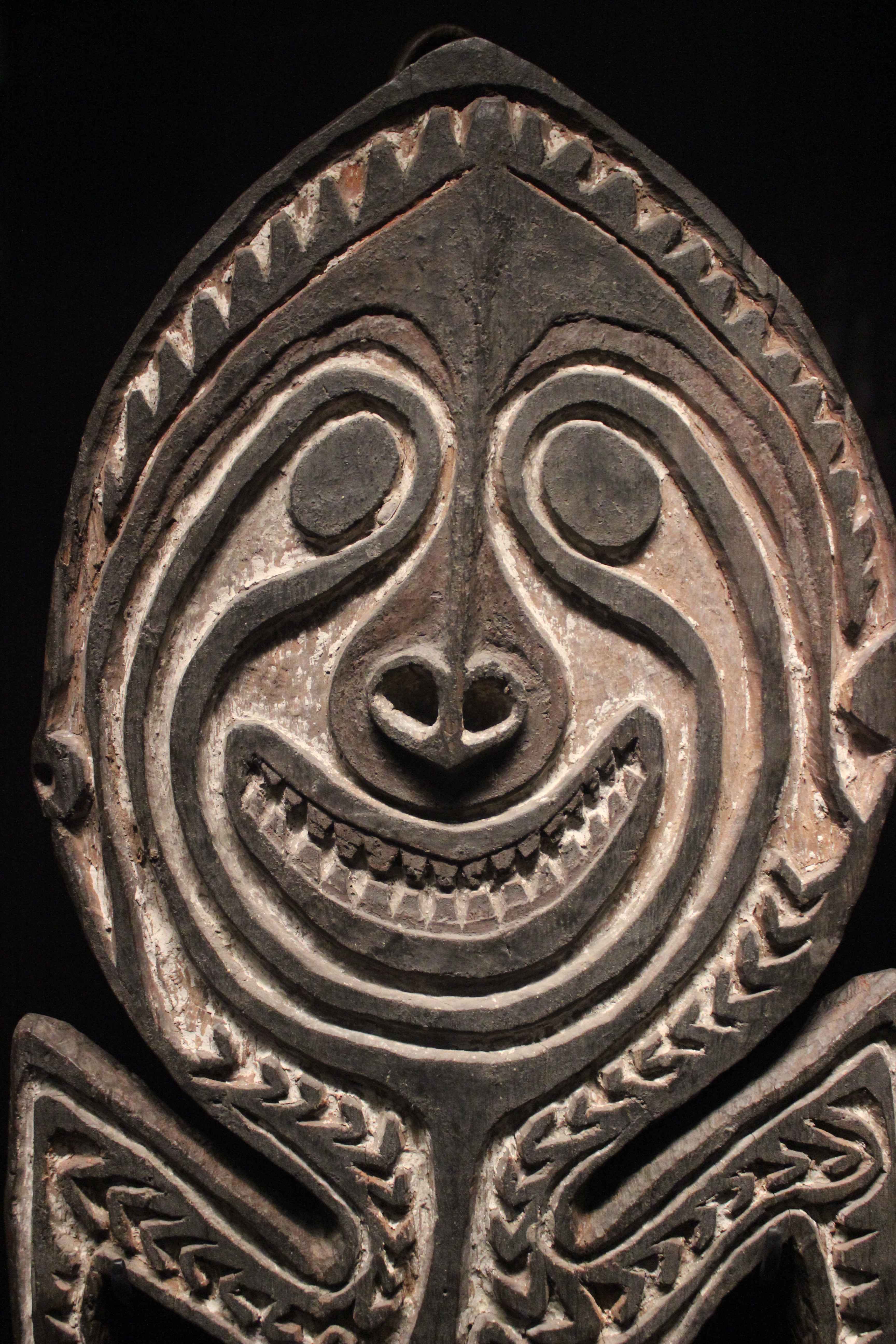
Sculptură din Papua Noua Guinee
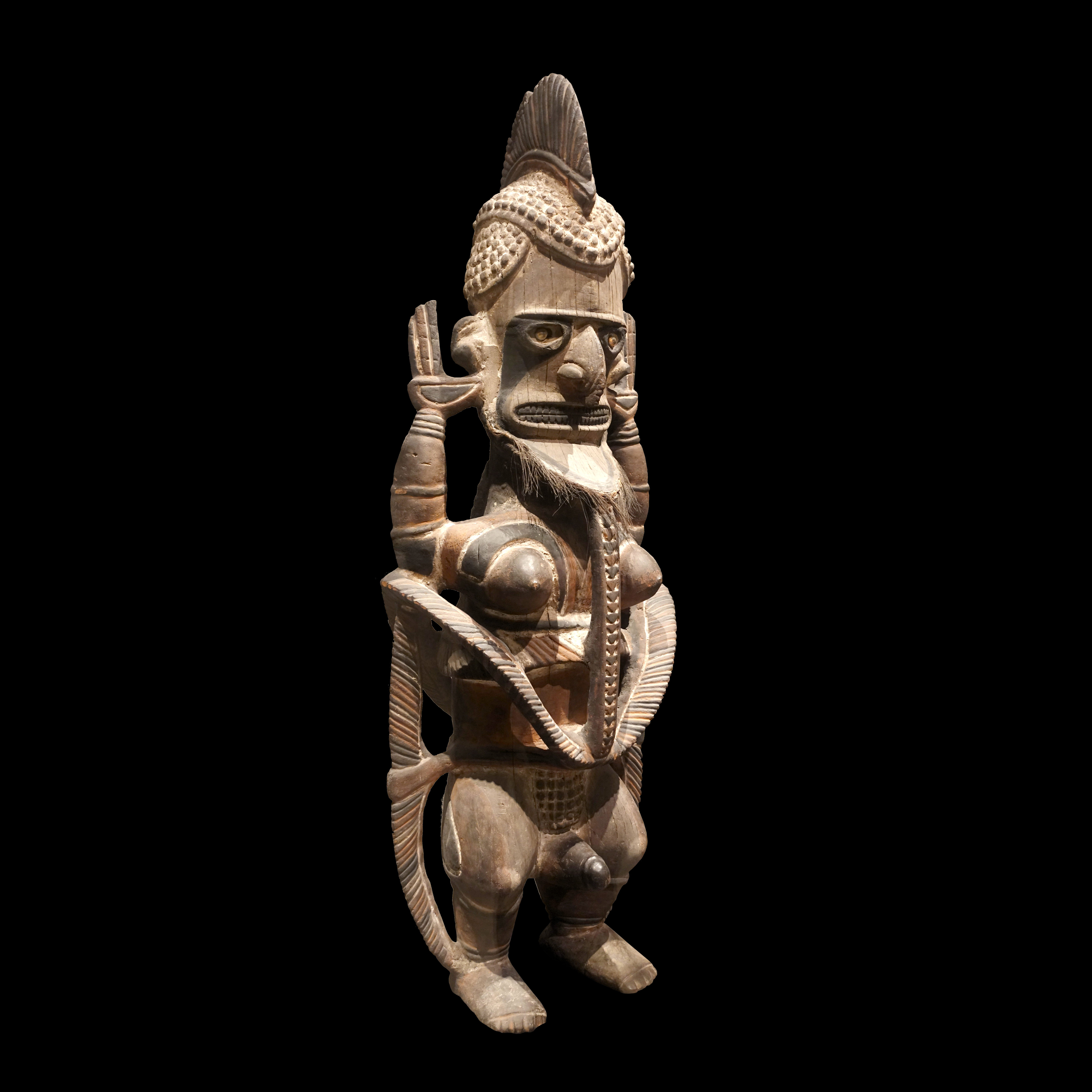
Altă figurină uli
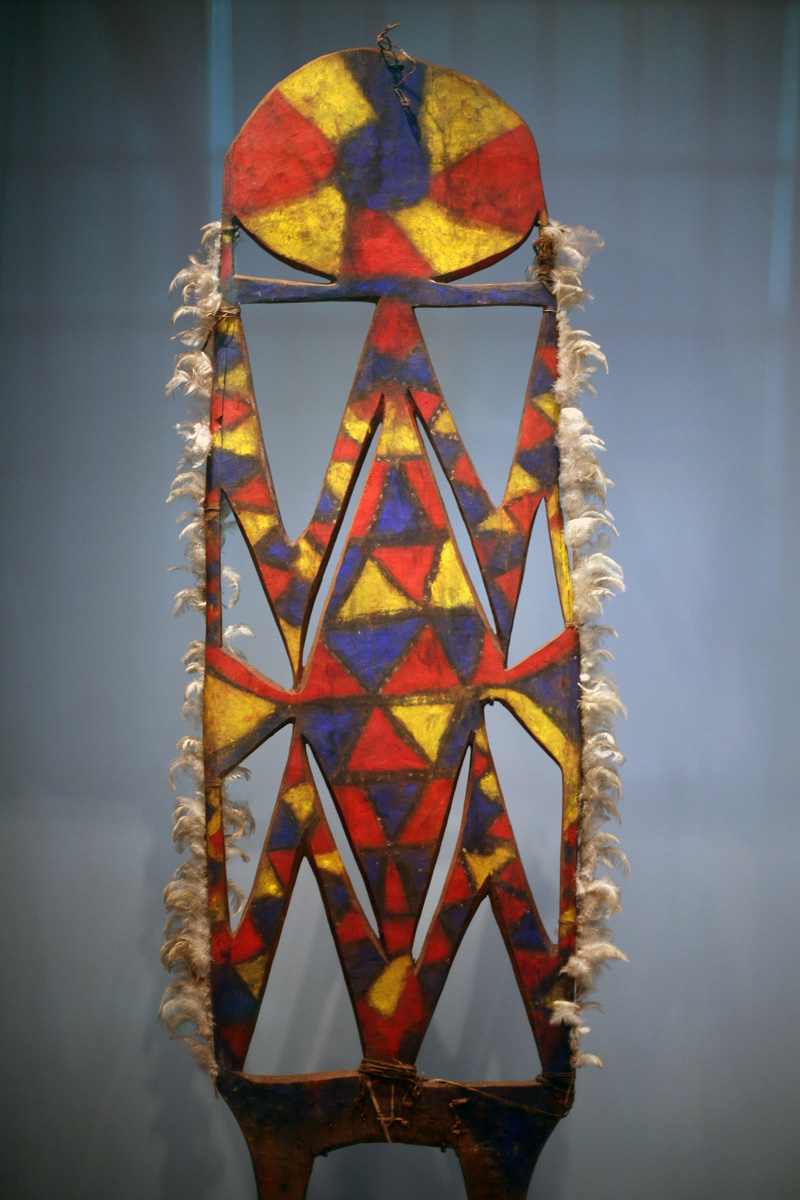
Obiect ritualic din Muzeul Metropolitan de Artă din New York
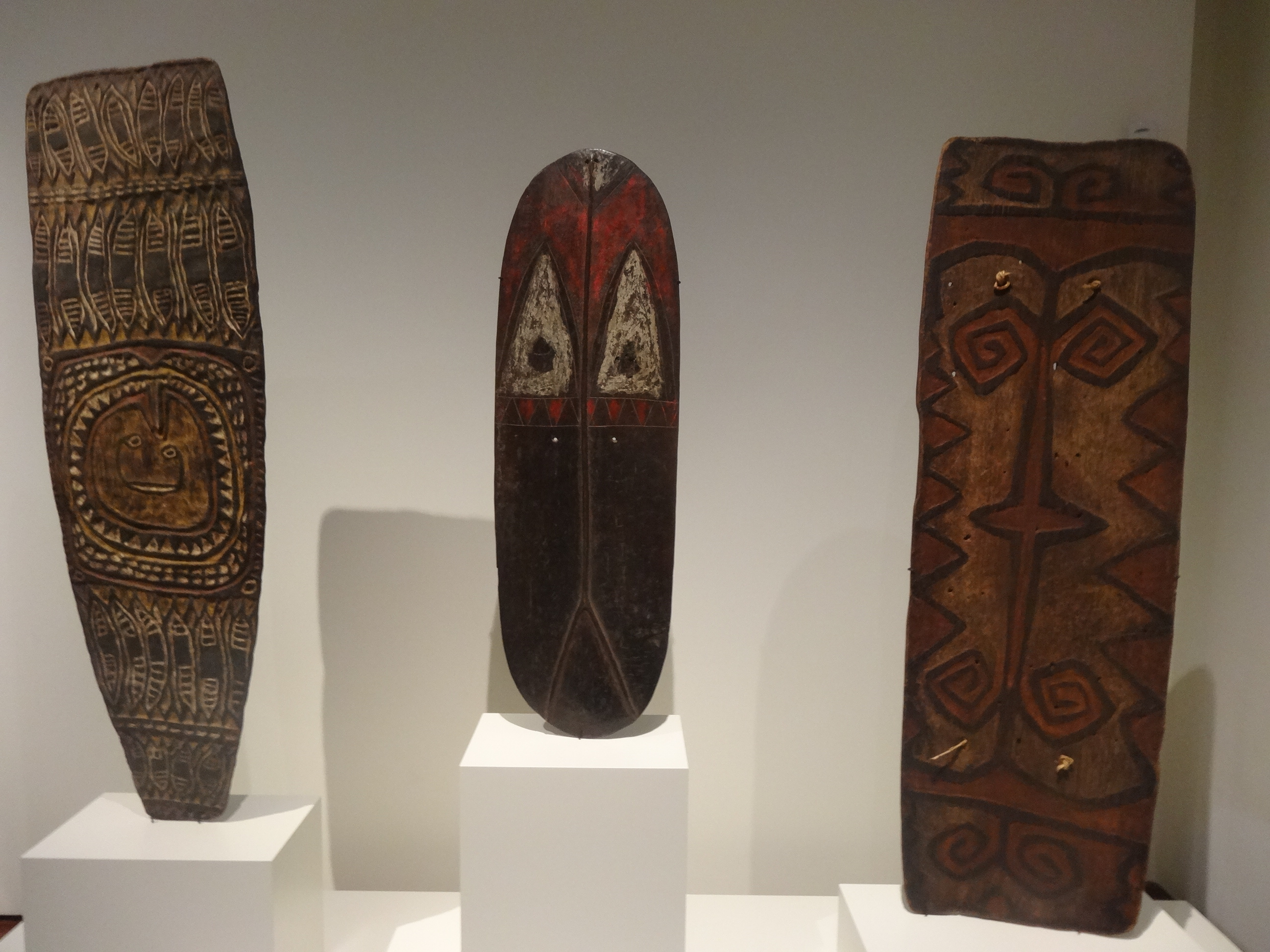

Melanezia, care cuprinde Noua Guinee, insulele înconjurătoare și locuitorii coloniilor primului val, are probabil cea mai izbitoare artă a întregii Oceanie. Arta stilistică este de obicei extrem de decorativă și prezintă forme exagerate, adesea de teme sexuale. Au mai ales legătură cu strămoșii, vânătoarea și canibalismul. În mod obișnuit, acestea ar fi folosite în contextul ritualurilor spirituale, cum ar fi crearea de măști complexe. Cu toate acestea, puține exemple de artă melanesiană există pe insule de astăzi.

## Galerie

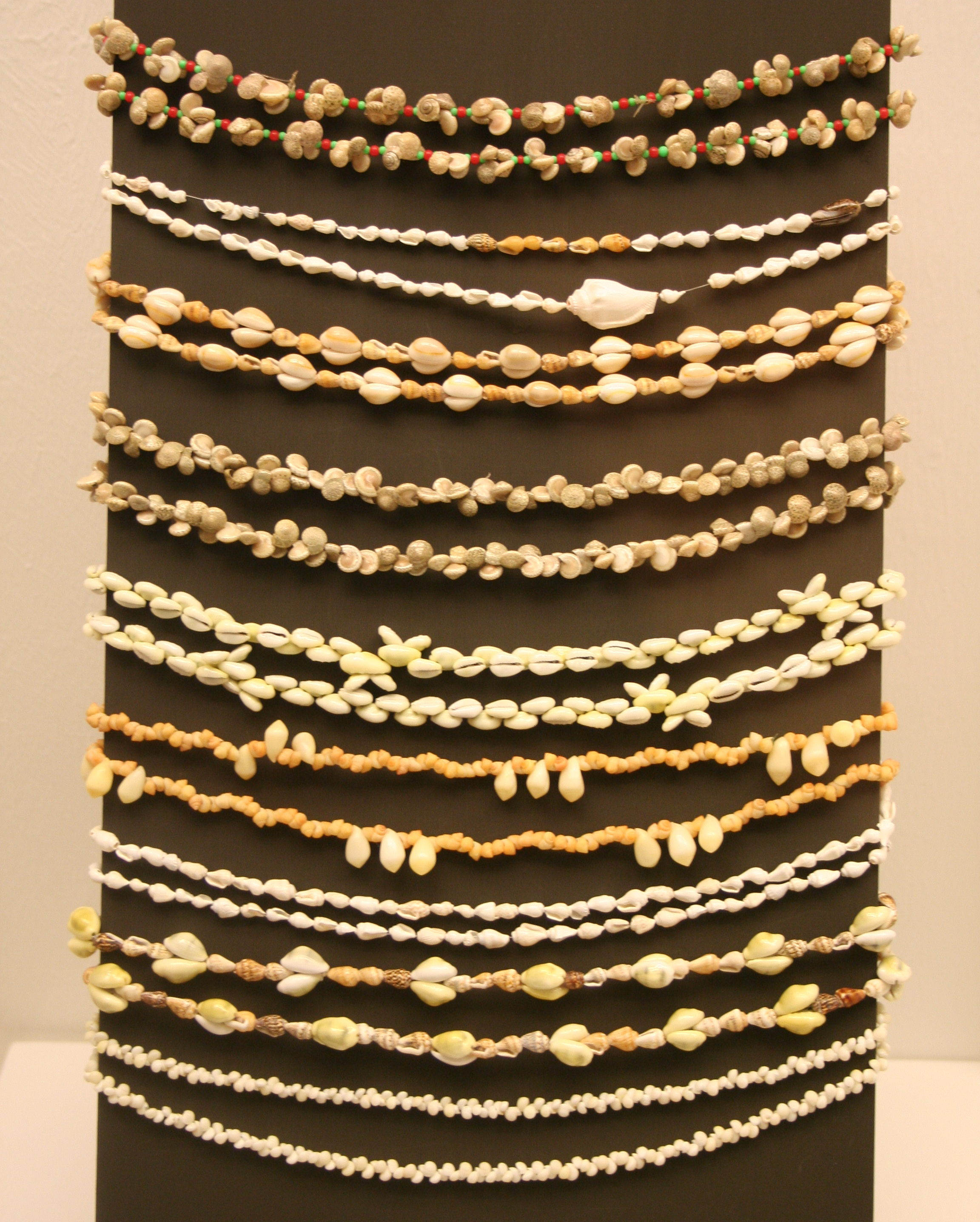
Bijuterii oceanice ce sunt șiraguri de scoici
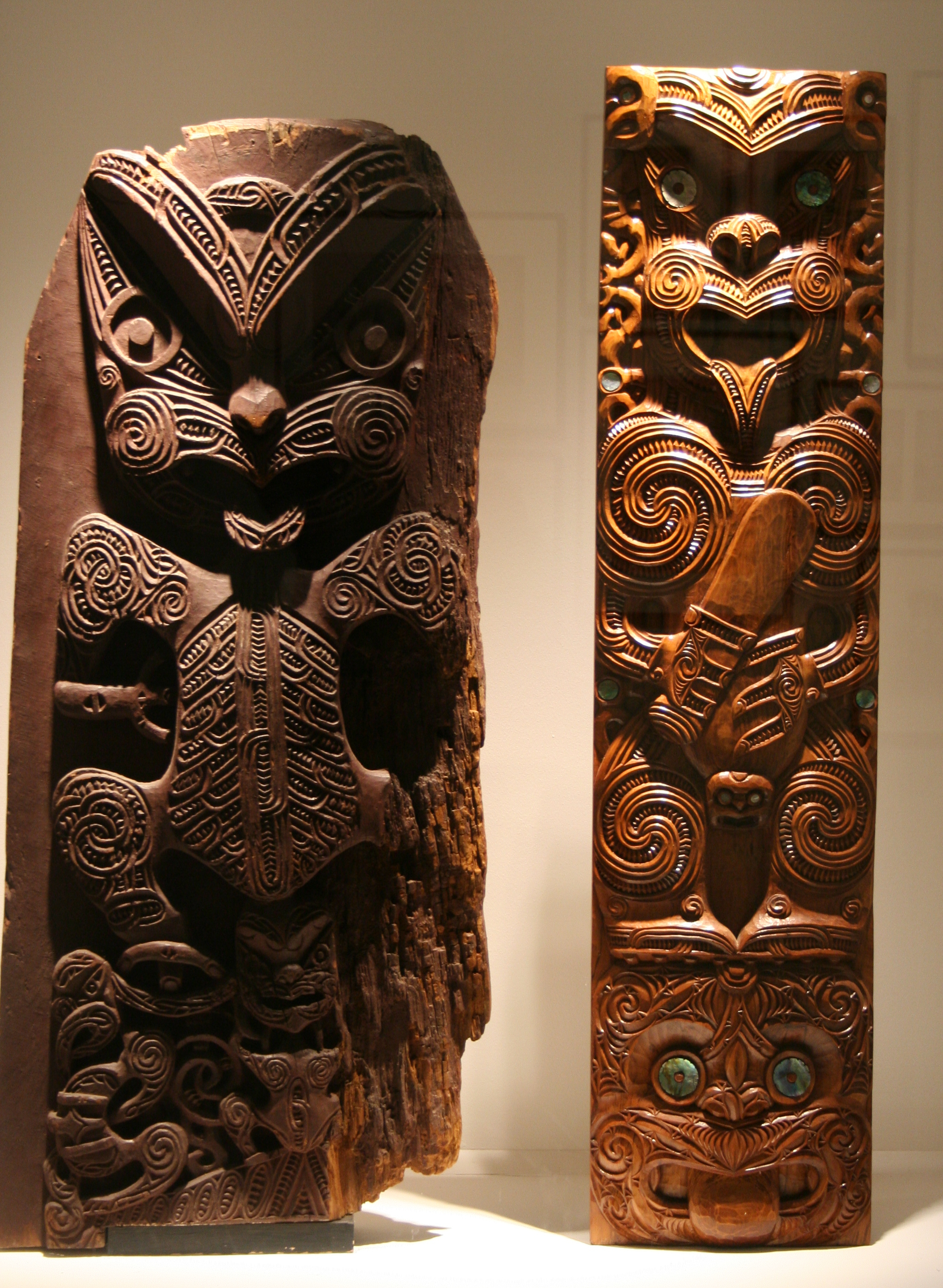
Sculpturi oceanice

## Legături externe
- en  Grafico Topico's articles on art from the Pacific region
- en  Oceanic Art Society
- en  Tribal Art Magazine
- en  Rayond and Laura Wielgus Collection, Eskenazi Museum of Art, Indiana University Arhivat în 18 iunie 2018, la Wayback Machine.